# VIIe législature du Parlement de Catalogne
La VIIe législature du Parlement de Catalogne est un cycle parlementaire du Parlement de Catalogne, d'une durée de deux ans et neuf mois, ouvert le 5 décembre 2003 à la suite des élections du 16 novembre précédant et clos le 8 septembre 2006.

## Bureau du Parlement
| Poste                   | Titulaire             | Parti | Parti | Circonscription |
| ----------------------- | --------------------- | ----- | ----- | --------------- |
| Président               | Ernest Benach         |       | ERC   | Tarragone       |
| Premier vice-président  | Higini Clotas         |       | PSC   | Barcelone       |
| Deuxième vice-président | Ramon Camp            |       | CDC   | Barcelone       |
| Première secrétaire     | Anna Miranda          |       | UDC   | Lleida          |
| Deuxième secrétaire     | Carmen Carretero      |       | CpC   | Gérone          |
| Troisième secrétaire    | Rafael Luna           |       | PPC   | Tarragone       |
| Quatrième secrétaire    | Marina Llansana       |       | ERC   | Barcelone       |
| Quatrième secrétaire    | Bet Font (31.03.2004) |       | ICV   | Barcelone       |

## Groupes parlementaires
| Nom | Nom                   | Début | Fin | Président                | Porte-parole                         |
| --- | --------------------- | ----- | --- | ------------------------ | ------------------------------------ |
|     | Groupe CiU            | 46    | 46  | Artur Mas                | Felip Puig                           |
|     | Groupe socialiste-CpC | 42    | 42  | Manuela de Madre         | Miquel Iceta                         |
|     | Groupe ERC            | 23    | 23  | Josep-Lluís Carod-Rovira | Josep Huguet Joan Ridao (19.10.2004) |
|     | Groupe populaire      | 15    | 15  | Josep Piqué              | Francesc Vendrell                    |
|     | Groupe ICV-EUiA       | 9     | 9   | Joan Saura               | Joan Boada                           |

## Commissions parlementaires
| Commission                                                               | Président                    | Parti | Parti | Circonscription |
| ------------------------------------------------------------------------ | ---------------------------- | ----- | ----- | --------------- |
| Commissions permanentes législatives                                     |                              |       |       |                 |
| Commission de l'Économie, des Finances et du Budget                      | Lluís Pérez                  | PSC   |       | Tarragone       |
| Commission de l'Économie, des Finances et du Budget                      | Jordi Terrades (19.07.2005)  | PSC   |       | Barcelone       |
| Commission de la Justice, des Droits et de la Sécurité citoyenne         | Núria de Gispert             | UDC   |       | Barcelone       |
| Commission de l'Industrie, du Commerce et du Tourisme                    | Miquel Barceló               | PSC   |       | Barcelone       |
| Commission de l'Industrie, du Commerce et du Tourisme                    | Teresa Carrera (14.09.2004)  | PSC   |       | Tarragone       |
| Commission de la Politique territoriale                                  | Jordi Montanya               | PPC   |       | Lleida          |
| Commission de la Politique territoriale                                  | Manuel Ibarz (30.03.2004)    | PPC   |       | Gérone          |
| Commission de la Politique culturelle                                    | Carme Valls                  | PSC   |       | Barcelone       |
| Commission de la Politique sociale                                       | Carme Capdevila              | ERC   |       | Gérone          |
| Commission de l'Action extérieure, de la Coopération et de la Solidarité | Carme Porta                  | ERC   |       | Barcelone       |
| Commissions permanentes non-législatives                                 |                              |       |       |                 |
| Commission du Règlement                                                  | Ernest Benach                | ERC   |       | Tarragone       |
| Commission des Affaires secrètes et réservées                            | Ernest Benach                | ERC   |       | Tarragone       |
| Commission de la Cour des comptes                                        | Francesc Homs                | CDC   |       | Barcelone       |
| Commission de la Cour des comptes                                        | Lluís Corominas (14.02.2005) | CDC   |       | Barcelone       |
| Commission du Contrôle de l'audiovisuel public                           | Carme-Laura Gil              | CDC   |       | Barcelone       |
| Commission sur le Droit des données                                      | Irene Rigau                  | CDC   |       | Gérone          |

## Gouvernement et opposition
| Candidat               | Date                                        | Vote       |     |     |     |     |          | Résultat |
| Candidat               | Date                                        | Vote       | CiU | PSC | ERC | PPC | ICV-EUiA | Résultat |
| Pasqual Maragall (PSC) | 16 décembre 2003 (majorité absolue requise) | Oui        |     | 42  | 23  |     | 9        | 74 / 135 |
| Pasqual Maragall (PSC) | 16 décembre 2003 (majorité absolue requise) | Non        | 46  |     |     | 15  |          | 61 / 135 |
| Pasqual Maragall (PSC) | 16 décembre 2003 (majorité absolue requise) | Abstention |     |     |     |     |          | 0 / 135  |

## Désignations

### Sénateurs
| Parti | Parti                        | Sénateurs désignés    | Voix        |
| ----- | ---------------------------- | --------------------- | ----------- |
| CiU   |                              | Jordi Casas i Bedós   | Assentiment |
| CiU   | Pere Macias i Arau           |                       | Assentiment |
| PSC   |                              | Ramon Espasa i Oliver | Assentiment |
| PSC   | Maria Assumpta Baig i Torras |                       | Assentiment |
| ERC   |                              | Carles Bonet i Revés  | Assentiment |
| PP    |                              | Josep Piqué i Camps   | Assentiment |
| ICV   |                              | Jaume Bosch i Mestres | Assentiment |

- Désignation : 29 décembre 2003.

| Parti | Parti                        | Sénateurs désignés    | Voix        |
| ----- | ---------------------------- | --------------------- | ----------- |
| CiU   |                              | Jordi Casas i Bedós   | Assentiment |
| CiU   | Pere Macias i Arau           |                       | Assentiment |
| PSC   |                              | Ramon Espasa i Oliver | Assentiment |
| PSC   | Maria Assumpta Baig i Torras |                       | Assentiment |
| ERC   |                              | Carles Bonet i Revés  | Assentiment |
| PP    |                              | Josep Piqué i Camps   | Assentiment |
| ICV   |                              | Jaume Bosch i Mestres | Assentiment |

- Désignation : 24 mars 2004.